# Pseudolotelus japonicus
Pseudolotelus japonicus là một loài bọ cánh cứng trong họ Aderidae. Loài này được Champion miêu tả khoa học năm 1890.